# 臺中市立光復國民中小學
臺中市立光復國民中小學（簡稱光復中小學），是位於臺灣臺中市霧峰區的市立國民中小學。

## 校史
- 1957年臺中縣霧峰鄉成立「臺中縣霧峰鄉復興國民學校」。
- 1968年4月由台中縣政府派王振賢於台中縣霧峰鄉光復新村內籌設「臺中縣立光復國民中學」。7月台灣省政府指派陳永英為首任校長，9月開學。9月台灣實施九年國民教育，復興國民學校改制為「臺中縣霧峰區復興國民小學」。
- 1971年12月，奉臺灣省政府教育廳令由臺中縣立光復國民中學及臺中縣霧峰鄉復興國民小學合併為「臺中縣立光復國民中小學」，改制為實驗學校，探討國民教育九年一貫之可行性，以供全面實施「完全國民教育」之参考。
- 1978年，臺灣省政府教育廳令於六十七學年度第二學期起實驗停止。
- 1979年2月，臺中縣政府教育局令分設國中、國小二部教學。
- 1982年7月1日，再奉縣令拆分設立「臺中縣立光復國民中學」以及「臺中縣霧峰鄉光復國民小學」（今臺中市霧峰區復興國民小學）。
- 1999年九二一大地震，校舍位於車籠埔斷層上，斷層隆起而全毀。10月23日遷入臨時校地，並得TVBS關懷台灣文教基金會與中華民國教育部認養。
- 2001年2月13日，原校址定名為「九二一地震教育園區」，由TVBS關懷台灣文教基金會規劃興建，國立自然科學博物館負責之後的規劃與營運。
- 2002年4月11日，遷入新建校區（今址）。8月1日光復國中再改制為「臺中縣立光復國民中小學」。
- 2004年9月21日，舊校址改設為的九二一地震教育園區對外開放[1]。
- 2010年12月25日因臺中縣市合併改制，校名改為「臺中市立光復國民中小學」。

## 歷任校長
1. 陳永英：1968年7月－1972年
2. 羅新堤：1972年－1985年8月
  1. 呂建文：1985年8月－1987年2月（主任代理）
3. 陳文華：1987年2月－1991年3月12日
4. 江基樹：1991年3月12日－1995年3月18日
5. 林堂烈：1995年3月18日－1999年2月1日
6. 施素琴：1999年2月1日－2004年8月
7. 林翠華：2004年8月－2011年8月
8. 黃秀琴：2011年8月－2019年7月
9. 洪瑞濱：2019年8月－現任

## 攝影集

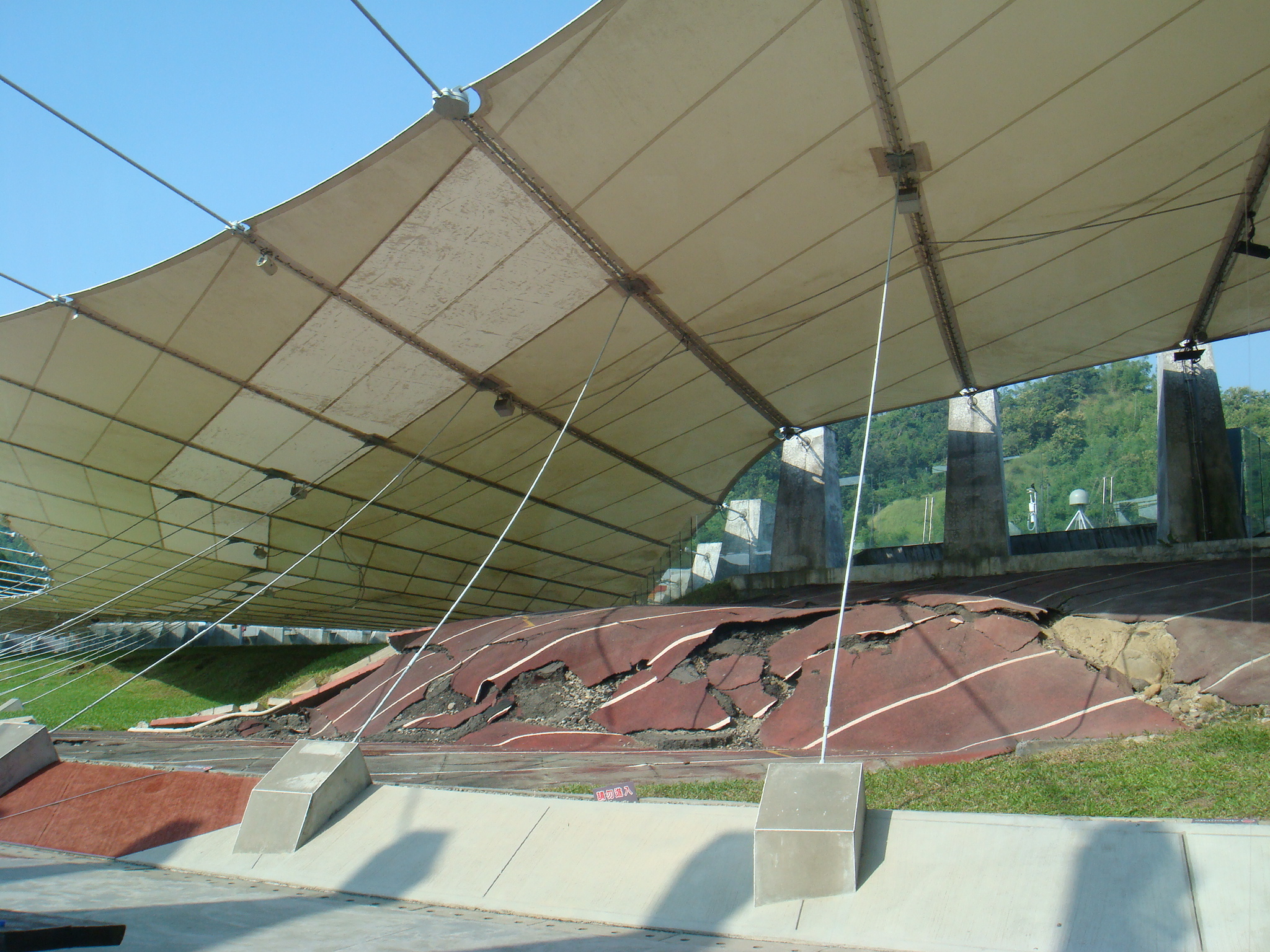
原光復國中隆起的跑道
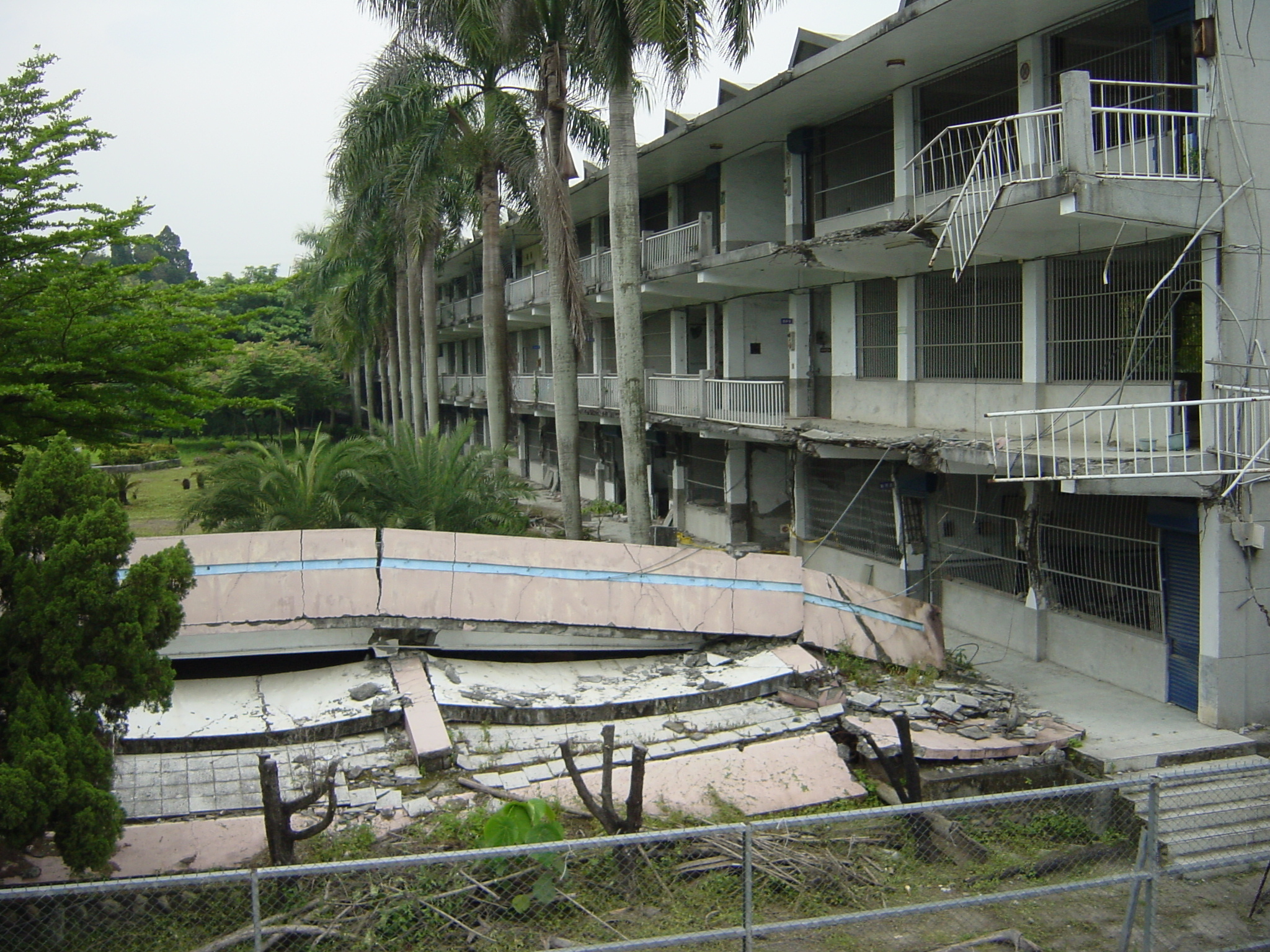
舊光復國中校舍遺址
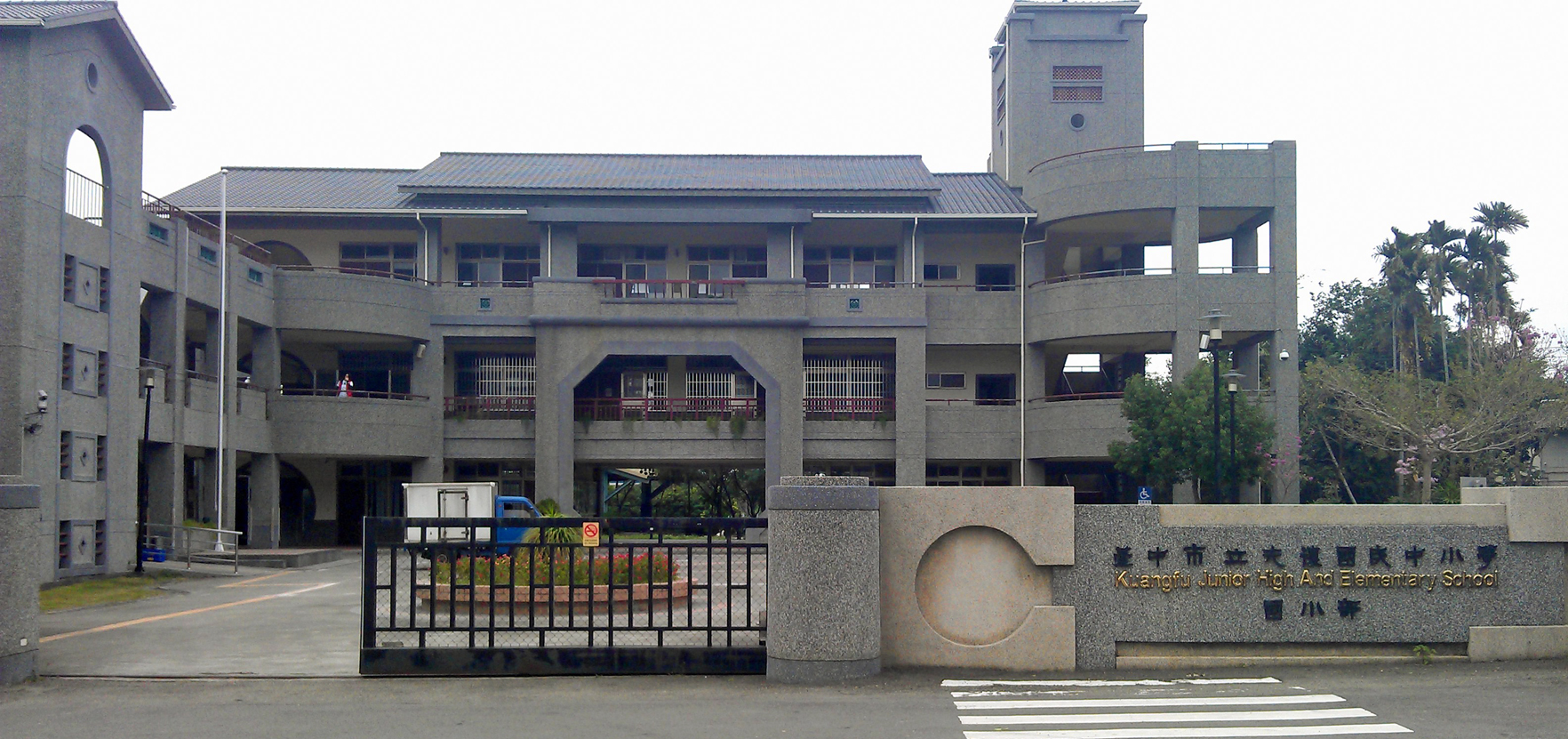
國小部校門

## 外部連結
- 臺中市立光復國民中小學國中部
- 臺中市立光復國民中小學國小部